# Dasypus pilosus
Dasypus pilosus är en däggdjursart som först beskrevs av Leopold Fitzinger 1856.  Dasypus pilosus ingår i släktet långnosade bältor, och familjen bältdjur (Dasypodidae). IUCN kategoriserar arten globalt som sårbar. Inga underarter finns listade i Catalogue of Life.
Denna bälta förekommer i Anderna i centrala Peru. Arten når där upp till 3000 meter över havet. Habitatet utgörs av växtzonen Yungas. Dasypus pilosus föredrar områden med tät undervegetation och flera kalkstensklippor.
Hos arten har pansaret en brun till gul eller vitaktig färg. På andra kroppsdelar och vid pansarets mellanrum förekommer långa ljusa gula hår. Huvudet är däremot naket. Djuret kännetecknas dessutom av en spetsig nos samt av korta extremiteter. Dasypus pilosus blir 24 till 57 cm lång (huvud och bål), har en 12,5 till 48,3 cm lång svans och väger 1 till 10 kg.
Bältan gräver djupa underjordiska bon och den övertar bon som lämnades av andra bältor. Arten äter främst insekter som kompletteras med spindeldjur och små groddjur.